# 武公 (曹)
武公（ぶこう、? - 紀元前528年）は、春秋時代の曹の君主（在位:前555年 - 前528年）。姓は姫、名は勝。成公の子として生まれた。成公の後をうけて曹国の君主となった。在位27年。平公の父。